# Nova vas pri Šmarju
Nova vas pri Šmarju je zaselek v Občini Šmarje pri Jelšah.